# Bridget St John
Bridget St John (née Bridget Anne Hobbs; 4 octobre 1946 à East Molesey, Surrey, Angleterre) est une auteur-compositeur-interprète britannique, née le 4 octobre 1946 à Londres.

## Biographie
Bridget St John grandit dans une famille de la classe moyenne britannique habitant le quartier londonien de East Sheen. Durant son enfance, elle prend quelques cours de musique, ce qui lui permet de pratiquer le piano et le violon, et écrit de la poésie. Elle finit par mettre ses textes en musique et les chante en s'accompagnant à la guitare. St. John étudie le français à l'université de Sheffield.
Elle est découverte par le disc jockey John Peel, qui programme une démo de la chanteuse durant son émission The Night Ride, diffusée sur la station BBC Radio 1. Le DJ fonde le label indépendant Dandelion Records (en), qui édite les trois premiers albums de St. John. Le premier, intitulé Ask Me No Questions, sort en 1969. Le disque est produit par John Peel et enregistré en l'espace d'une nuit. Une tournée nationale est mise sur pied par le label, bien que la chanteuse ne se soit alors jamais produite sur une scène en dehors de son université. Songs for the Gentle Man sort en 1971. Il est enregistré aux studios Sound Techniques par le producteur Ron Geesin. L'année suivante, Dandelion édite Thank You For, au son plus rock. Le 4e album de St. John, Jumblequeen, sur lequel jouent plusieurs membres de Ten Years After, est enregistré pour le label Chrysalis en 1974. La même année, les lecteurs du Melody Maker placent Bridget St John en 5e position parmi leurs chanteuses favorites dans un sondage organisé par le magazine musical. Mais devant le peu de succès commercial rencontré par ses disques, elle décide de mettre un terme à sa carrière discographique. En 1976, elle s'établit à New York dans le quartier de Greenwich Village,.
St. John est invitée à chanter sur plusieurs disques de Mike Oldfield et Kevin Ayers. Ses premiers albums sont réédités par le label See for Miles, puis par Cherry Red. La chanteuse continue de se produire sur scène. Un nouvel album, intitulé Take the Fifth, sort en 1996.

## Influences et style musical
La jeune femme rencontre le guitariste John Martyn, qui la conseille notamment au niveau de l'accordage de l'instrument. St. John développe une technique personnelle de picking. Ne sachant pas déchiffrer une partition de guitare, elle ignore quelles notes elle emploie et joue des accords inhabituels, trouvés « à l'oreille ».
Sa voix grave est souvent comparée à celle de Nico, la chanteuse allemande ayant accompagné le Velvet Underground,.

## Discographie

### Albums
- 1969 : Ask Me No Questions (Dandelion)
- 1971 : Songs for the Gentle Man (Dandelion)
- 1972 : Thank You For… (Dandelion)
- 1974 : Jumblequeen (Chrysalis)
- 1996 : Take the Fifth (Road Goes on Forever)

### Compilations
- 2010 : BBC Radio 1968-1976 (Hux Records)